# 小腿前隔間
小腿前隔間（Compartimentum cruris anterius）是三個小腿筋膜隔間之一，內部的肌肉主要負責足部背屈（Dorsiflexion），並參與部分足部內翻及外翻的動作。這部分的血管包含脛前動脈及脛前靜脈，神經則包含深腓神經，支配此區所有肌肉。

## 肌肉
該隔間的肌肉如下表所示：
| 肌肉       | 起點                                         | 終點                                   | 支配               | 動作                     |
| ---------- | -------------------------------------------- | -------------------------------------- | ------------------ | ------------------------ |
| 脛前肌     | 脛骨外髁及上端外側面，以及骨間膜。           | 內側楔骨內面及下面，以及第一蹠骨基部。 | 深腓神經（L4、L5） | 足部背屈及內翻腳掌       |
| 伸足趾長肌 | 脛骨外髁及腓骨內側面上3/4部分， 以及骨間膜。 | 外側四趾的中段趾骨及遠端趾骨。         | 深腓神經（L4、L5） | 外側四趾的伸展及足部背屈 |
| 伸足拇長肌 | 腓骨中段前緣及骨間膜。                       | 足部大拇指的遠端趾骨基部。             | 深腓神經（L4、L5） | 足部大拇指伸展及足部背屈 |
| 第三腓骨肌 | 腓骨前緣下1/3處及骨間膜                      | 第五蹠骨基部背側                       | 深腓神經（L4、L5） | 足部背屈及輔助外翻動作   |

## 功能
該隔間的肌肉主要負責足部背屈（Dorsiflexion），並參與部分足部內翻及外翻的動作。

## 神經支配及血液供應
小腿前隔間的肌肉全部都由深腓神經所支配，該神經為總腓神經的分支，神經纖維來自L4、L5，及S1脊神經的軸突。
本區主要的供養血管為脛前動脈，位於脛前肌和伸足趾長肌之間。該動脈過了足屈肌支持帶後會更名為足背動脈。